# Лоос, Корнелиус
Корнелиус Лоос (1546 — 3 февраля 1595), также известный как Корнелиус Лозеус Каллидиус — римско-католический священник, теолог и профессор богословия. Был одним из первых видных католических должностных лиц, который публично выступил против судебных процессов над ведьмами, бушевавших по всей Европе с 1580-х по 1590-е годы. За это его посадили в тюрьму и заставили подписать документ-раскаяние, где он по пунктам отвергал свои сомнения в ведьмовстве. Его трактак с критикой ведьмовских процессов был конфискован церковными чиновниками и счилатся утерянным в течение почти 300 лет. Трактат, однако, был обнаружен в иезуитской библиотеке Трира в 1886 году американским историком Джорджем Линкольном Бёрром .

## Биография
Корнелиус Лоос родился в 1546 году в Гауде. Был родом из патрицианской семьи. Изучал философию и теологию в заведении, которое сегодня известно как католический университет Левена. В 1574 году Лоос и его семья были вынуждены покинуть город по политическим причинам (в первую очередь из-за захвата города протестантскими повстанцами во время голландского восстания).
После того, как он был рукоположён в священники, в 1578 году он получил степень доктора богословия в Университете Майнца, где он стал профессором богословия и активным борцом против протестантского вероучения.
В 1580-х годах Лоос опубликовал ряд работ: молитвенник, полемические богословские труды против протестантизма, политический труд (распространявшийся по подписке) о восстании в Нидерландах, обзор немецких католических авторов и карманный сборник латинской грамматики.
В 1585 году он переехал в Трир, где наблюдал за судебными процессами над ведьмами. Сначала Лоос писал письма-протесты городским властям против подобных процессов, которые он считал проявлением суеверия. Потерпев неудачу, в 1592 году он попытался опубликовать книгу, протестующую против охоты на ведьм и ставящую под сомнение ряд убеждений охотников на ведьм. Попытка публикации трактата De vera et falsa magia (Об истинной и ложной магии) оскорбила Петера Бинсфельда, суффраганского епископа Трира и заместителя Иоганна VI фон Шоненберга, одного из высших должностных лиц Священной Римской империи.
В рукописи Лоос приводит доводы против существования колдовства и особенно против действительности признаний, полученных под пытками. Рукопись является своего рода полемикой с книгой епископа Петера Бинсфельда о колдовстве, опубликованной в 1589 году, в которой тот поддерживал признания и доносы, полученные под пытками. Хотя взгляды Бинсфельда были прогрессивными для своего времени (он отрицал ответственность девочек до 12 лет и мальчиков до 14 лет, а также считал невозможным превращение ведьм и колдунов в иные существа), он, тем не менее, был активным сторонником истинности убеждений о том, что существуют ведьмы. Считается, что на Лооса повлияли аргументы Иоганна Вейера, голландского врача-протестанта, который в 1563 году опубликовал книгу, в которой критиковалось преследование ведьм, а также классифицировались виды магических демонов.
Прежде чем книгу удалось напечатать, рукопись была изъята, а Лоос заключен в тюрьму. Он был вынужден публично отречься от своих ошибок на коленях перед собранием церковных должностных лиц, включая папского нунция, в Брюсселе 25 марта 1593 года. Считалось, что рукопись была уничтожена инквизицией и пропала 300 лет назад.
После отречения Лоос находился под постоянным надзором со стороны религиозных деятелей и ещё несколько раз был заключен в тюрьму по обвинению в том, что он впал в теологическую ошибку. Это непрекращающееся преследование вел его заклятый враг, священник ордена иезуитов по имени Мартин Дель Рио.
Лоос умер 3 февраля 1595 года в Брюсселе от чумы; Дель Рио посетовал, что Лоос умер до того, как Дель Рио смог его казнить.

## De vera et falsa magia— обнаружение
В 1886 году американец Джордж Линкольн Берр обнаружил рукопись Об истинной и ложной магии в Иезуитской библиотеке в Трире (остатовшейся от университета, который был распущен в 1798 году). Хотя титульный лист отсутствовал, а автор не был указан, Берр смог подтвердить подлинность документа, сравнив основные тезисы текста с тезисами письменного признания Лооса, от которых он публично отрекся перед инквизицией. Копия рукописи в настоящее время хранится в коллекции редких рукописей Корнельского университета; оригинал находится в Городской библиотеке Трира.

## Вклад в борьбу против ведьмовских процессов
Хотя, как отмечалось выше, Лоос не был первым, кто писал против охоты на ведьм, он был первым католическим священником и богословом, сделавшим это, и первым, кто конкретно поставил под сомнение достоверность признаний, полученных под пытками. Несмотря на то, что его работа считалась утерянной в течение 300 лет, его оппонент Мартин Дель Рио обеспечил ему известность, опубликовав книгу, осуждающую Лооса, и приводящую в деталях все аргументы последнего, от которых Лоос был принуждён отречься.